# Música acústica

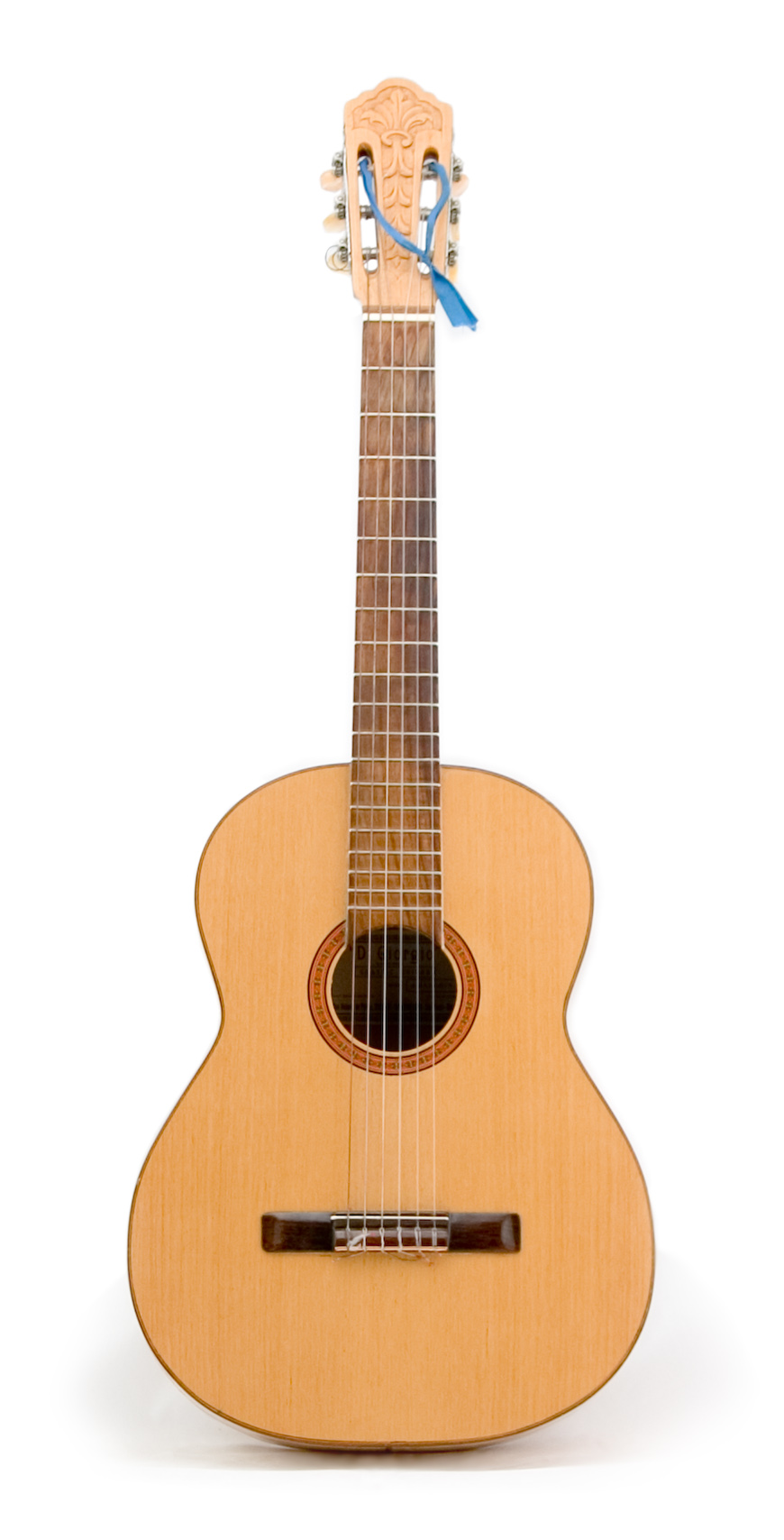
Una guitarra española.

La música acústica es un tipo de música que solamente o primordialmente usa instrumentos que producen sonidos a través de una manera enteramente acústica, en oposición de la manera eléctrica o electrónica. El retrónimo "música acústica" apareció después del advenimiento de instrumentos eléctricos, como la guitarra eléctrica, el bajo eléctrico, el órgano eléctrico y el sintetizador.
Los actores de música acústica a menudo aumentan el volumen de sus producciones usando amplificadores electrónicos. Sin embargo, estos dispositivos de amplificación permanecen separados del instrumento amplificado y reproducen un correcto sonido natural.
Después de la popularidad creciente del programa de televisión MTV Unplugged durante los años 1990s, las actuaciones acústicas (sin embargo en la mayoría de casos todavía eléctricamente amplificadas) realizadas por artistas musicales que usualmente confían en instrumentos electrónicos llegaron a ser coloquialmente referidas como actuaciones "unplugged".